# Cynorkis violacea
Cynorkis violacea är en orkidéart som beskrevs av Rudolf Schlechter. Cynorkis violacea ingår i släktet Cynorkis, och familjen orkidéer. Inga underarter finns listade i Catalogue of Life.